# شامی‌کلا

## شامیرکلا
شامیرکلا که به اشتباه شامی‌کلا تلفظ می‌شود، یکی از روستاهای شهرستان قائمشهر در استان مازندران است. شامیرکلا در دهستان بالاتجن در بخش مرکزی این شهرستان و در فاصله ۱۰ کیلومتری جنوب غربی قائمشهرودقیقا درمرکز دهستان بالاتجن واقع شده‌است. این روستا دارای مساحتی معادل ۵۰ هکتار بوده و از شمال با روستاهای نماورکلا و قراخیل از شرق با روستاهای بای‌کلاً و شیخ گلی و از جنوب با روستاهای طارسیکلا و میدانسر و از غرب با روستاهای قراخیل و میدانسر هم‌مرز می‌باشداکثر مردم این روستا به شغل کشاورزی مشغول هستند، اساس نامگذاری آن به واسطه بقعه مبارک امامزاده سید روح‌الله «شامیرکلا» می‌باشد که اکثر مردم این روستا از نوادگان آن امامزاده و امام موسی کاظم (ع) می‌باشند و دلیل نام‌گذاری این روستا هم به واسطه حضور نوادگان همین امامزاده به نام «شامیرکلا» نام نهاده شد. قدمت این روستا را بالغ بر ۷۵۰ سال تخمین می‌زنند و در ۱۲۰ سال پیش بازار بزرگی در مسیر حبیب‌الله رود تا امامزاده سید روح‌الله «شامیرکلا» برقرار بوده که مردم آن منطقه در آنجا خرید وفروش می‌کردند. از جاهای تاریخی وباستانی این روستا می‌شود به منطقه ملیجه کتی و تپه دین اشاره کرده که البته تپه دین در حال حاضر دراختیارروستای قراخیل می‌باشد ولی از لحاظ ملکی جزئی از روستای «شامیرکلا» می‌باشد. دو رودخانه مهم این روستا، حبیب‌الله رود و سیدرود می‌باشد که از رودخانه تلار سرچشمه می‌گیرند و برای کشاورزی مردم منطقه مورد استفاده قرار می‌گیرد.
بر اساس سرشماری سال ۱۳۹۵، جمعیت این روستا ۳۰۸ نفر (۷۹ خانوار) بوده‌است. شامیرکلا دارای یک مسجد ودو حسینه و یک مغازه خواروبار فروشی و همچنین سردخانه مرکبات ومیوه جات و دو مرغ داری و همچنین یک واحد شالیکوبی و چوب بری می‌باشد. اکثر مردم این روستا باسواد بوده و بیشتر جوانان این محل تحصیلات دانشگاهی دارند. اوقات فراغت جوانان هم به ورزش در زمین ورزشی شهید یدالهی پرداخته می‌شود. در زمان جنگ تحمیلی این روستا با اهدا یک شهید بنام شهید قربانعلی یدالهی و ۱۲ جانباز و ۲۵ رزمنده یکی از روستاهای پیشتاز در دوران دفاع مقدس به نسبت جمعیت بوده‌است. مردمان شامیرکلا افرادی مذهبی و علاقه‌مند به ائمه اطهار هستند. از طوایفی که دراین روستا زندگی می‌کنندشامل: طایفه‌های:  موسوی-اکبری  - رستمی- یدالهی - حسن پور و آقاپور هستند که همه این طوایف از خویشاوندان یکدیگر می‌باشند.